# Lancer du poids masculin aux Jeux olympiques de 1912
Pour un article plus général, voir Athlétisme aux Jeux olympiques de 1912.
Navigation
Londres 1908 Anvers 1920
L'épreuve du lancer du poids masculin aux Jeux olympiques de 1912 s'est déroulée le 10 juillet 1912 au Stade olympique de Stockholm, en Suède. Elle est remportée par l'Américain Patrick McDonald.